# Austrolimnophila (Austrolimnophila) geographica
Austrolimnophila (Austrolimnophila) geographica is een tweevleugelige uit de familie steltmuggen (Limoniidae). De soort komt voor in het Australaziatisch gebied.